# 春木豊
春木 豊（はるき ゆたか、1933年 - 2019年2月9日）は、日本の心理学者。早稲田大学名誉教授。文学博士（早稲田大学）。
日本心理学会常務理事、日本健康心理学会常任理事、人体科学会会長を歴任。

## 経歴
- 1961年、東京都立新宿高等学校卒業を経て、早稲田大学大学院文学研究科博士課程満期退学。
- 同大文学部教授
- 同大人間科学部教授
- 同大名誉教授
- 人間性探求研究所理事
- マインドフルネスフォーラム会長

### 受賞歴
- 2011年、瑞宝中綬章受章[2]

## 専門分野
- 行動主義心理学
- 健康心理学
- 身体心理学（を提唱）

## 著書
- 『観察学習の心理学 - モデリングによる行動変容』（川島書店、1982年）
- 『動きが心をつくる - 身体心理学への招待』（講談社現代新書、2011年）

### 共著
- 『息のしかた - きもちいい生活のための呼吸法』（本間生夫との共著、朝日新聞社、1996年）
- 『健康の心理学 - 心と身体の健康のために』（森和代、石川利江、鈴木平との共著、サイエンス社、2007年）

### 編著
- 『人間の行動変容 - 新しい学習理論とその応用』（川島書店、1977年）
- 『心理臨床のノンバーバル・コミュニケーション - ことばでないことばへのアプローチ』（川島書店、1987年）
- 『身体心理学 - 姿勢・表情などからの心へのパラダイム』（川島書店、2002年）
- 『人間の行動コントロール論 - 2者モデルに関する研究』（川島書店、2004年）

### 共編著
- 『行動療法入門』（祐宗省三、小林重雄との共著、1972年）
- 『共感の心理学 - 人間関係の基礎』（岩下豊彦との共編、川島書店、1975年）
- 『学習心理学 - 行動と認知』（山内光哉との共編、サイエンス社、1985年）
  - 『グラフィック学習心理学 - 行動と認知』（サイエンス社、2001年）
- 『心理学の基礎』（糸魚川直祐との共編、有斐閣、1989年）
- 『子どもをとりまく生活環境』（菅野純との共編、開隆堂出版、2003年）

### 翻訳
- 『マインドフルネス&アクセプタンス - 認知行動療法の新次元』（S・C・ヘイズ、V・M・フォレット、M・M・リネハン編著、武藤崇、伊藤義徳、杉浦義典監訳、ブレーン出版、2005年）
- 『生命力がよみがえる瞑想健康法 - “こころ"と“からだ"のリフレッシュ』（ジョン・カバット・ジン著、実務教育出版、1993年）
  - 『マインドフルネスストレス低減法』（北大路書房、2007年）

### 共訳
- 『人間関係が生きかえる』（T・A・ハリス著、久宗苑との共訳、ダイヤモンド社、1971年）

### 監訳
- 『瞑想の心理学 - その基礎と臨床』（M・A・ウェスト編、川島書店、1991年）

### 博士論文
- 『観察学習の研究』（1979年、文学博士[甲種]、早稲田大学）

### 論文
- CiNii>春木豊